# گبهاردسهاین
گبهاردسهاین (به آلمانی: Gebhardshain) یک شهر در آلمان است که در راینلاند-فالتس واقع شده‌است.

## خصوصیات
گبهاردسهاین ۱٬۸۷۹ نفر جمعیت دارد.